# Вилијам Карваљо
Вилијам Силва де Карваљо (порт. William Silva de Carvalho; Луанда, 7. април 1992) професионални је португалски фудбалер анголског порекла који игра у средини терена на позицији дефанзивног везног играча.
Стандардни је репрезентативац Португала са којим је играо на два светска првенства и једном европском првенству. Европски је првак из Француске 2016. године.

## Клупска каријера
Иако рођен у Луанди, главном граду Анголе, Карваљо се још као дечак са породицом преселио у Португал где је организованије почео да се бави фудбалом. Као тринаестогодишњег дечака приметили су га скаути лисабонског Спортинга у чијој фудбалској академији је наставио са даљим усавршавањем. 
За први тим Спортинга дебитовао је 3. априла 2011. у првенственој утакмици против Виторије Гимараис. То му је био и једини наступ за клуб те сезоне, а већ наредне сезоне прослеђен је на позајмицу, прво у трећелигаша Фатиму, а потом и у белгијски Серкл Бриж. 
По повратку у Лисабон постепено постаје стандардним првотимцем Спортинга. Први погодак за Спортинг постиже 27. октобра 2013. у дербију са Портом. наредне сезоне осваја и први трофеј у каријери, и то пехар намењем победнику португалског купа, а у финалној утакмици је одиграо свих 120 минута против Браге. 

## Репрезентативна каријера
Карваљо је играо за све млађе репрезентативне селекције Португала, а у тренутку када је играо за младу репрезентацију имао је и позиве од челних људи Фудбалског савеза Анголе да наступа за своју родну земљу, које је он одбио. 
У дресу сениорске репрезентације Португала дебитовао је 19. новембра 2013. у узвратној утакмици баража за Светско првенство 2014. против Шведске. Пола године касније заиграо је и на светском првенству у Бразилу, а прву утакмицу одиграо је 22. јуна пошто је ушао као замена у другом полувремену утакмице са Сједињеним Државама. Потом је одиграо и комплетну утакмицу против Гане у наредном колу. 
Након светског првенства играо је и на европском првенству за младе у Чешкој 2015. где је селекција Португалије играла финале. 
Био је члан репрезентације и на европском првенству у Француској 2016. где је селекција Португалије по први пут у историји освојила титулу континенталног првака. Карваљо је на том турниру одиграо 5 утакмица, укуључујући и финале против Француске које су Португалци добили резултатом 1:0. 
Први гол за репрезентацију постигао је у квалификационој утакмици за светско првенство у Русији против селекције Летоније, 13. новембра 2016. године. 
Играо је и на наредна два велика такмичења. На Купу конфедерација 2017. са Португалом је освојио треће место, док је на светском првенству у Русији 2018. одиграо све четири утакмице, али је Португал заустављен од стране Уругваја у утакмици осмине финала.

## Успеси и признања
Спортинг Лисабон
- Португалски куп (1): 2014/15.
- Португалски лига куп (1): 2017/18.

Реал Бетис
- Куп Шпаније (1): 2021/22.

 Португалија
- УЕФА ЕП У21:   2015.
- Европско првенство:  2016.
- Куп конфедерација:  2017.